# ロン・メドウズ
ロナルド・マシュー・メドウズ（Ronald Matthew Meadows、1964年2月7日 - ）、通称ロン・メドウズ（Ron Meadows）は、イギリスの自動車技術者であり、自動車レースのフォーミュラ1（F1）のチームマネージャー/スポーティングディレクターとして知られる。
F1においては1999年デビューのブリティッシュ・アメリカン・レーシングに設立準備段階から関わり、その後、数度に渡って改称された同チーム（2010年以降はメルセデス）に20年以上に渡って所属し、一貫してチームマネージャー職を務めている。

## 経歴

### 初期の経歴
メドウズはリヴァプール出身で、その家族はモータースポーツに関心を持っていなかったが、12歳の時に友人に誘われ同市にほど近いオウルトン・パークを訪れ、そこで見たスーパーカートのレースに魅了され、レースに興味を持つようになった。その後、メドウズは同サーキットに毎週のように通うようになり、14歳になる頃には様々なチームの手伝いをするようになった。
そうしている中でトム・ウォーキンショーと知り合い、1980年（16歳頃）にトム・ウォーキンショー・レーシング（TWR）にメカニックとして加入した。TWRではチームに帯同し、イギリスツーリングカー選手権（BTCC）やスパ24時間レースなどツーリングカーレースを中心にメカニックとしての経験を積む。
TWRは1980年に加入した当初は40人程度のスタッフがいるだけの小さな組織だったが、1983年には700人ほどにまで増え、メドウズはこの年にTWRを辞め、当時フォーミュラ3の各国選手権に参戦していたデビッド・プライス・レーシングに加入した。同チームで、メドウズはフランスF3選手権でポール・ベルモンドの担当メカニックをするなどした。

### チーム運営
1987年にメドウズは国際F3000で戦っていたミドルブリッジ・レーシングにチーフメカニックとして加入し、1989年にチームマネージャーとなり、チームの運営を手掛けるようになる。ミドルブリッジ・レーシングが国際F3000から撤退したことに伴い、1991年から1994年にかけては同じく国際F3000の新興チームであるヴォルテックス・モータースポーツでチームマネージャー、共同チーム代表を務めた。
ヴォルテックスもまたチームの活動を停止し、それを機にメドウズは1995年にアメリカ合衆国に移ってインディカー（CART）のウォーカー・レーシングに加入し、やはりチームマネージャーを務めた。

### F1
その後、メドウズは家族の希望によりウォーカーレーシングを去ってヨーロッパに戻ったが、そこで、縁の深いレイナードのエイドリアン・レイナードから勧誘の声がかかる。それは当時レイナードらが進めていたF1参戦計画のマネージャーとしての仕事で、メドウズは「世界中を旅して回らなくて良いのなら」という条件でその職を引き受けて1997年にチームに加入した。当初は「ファクトリーマネージャー」として、本拠地となるファクトリーの建設であるとか、スタッフの雇用といった新チームの立ち上げに関わる一連の業務を手掛けることとなる。メドウズの管理の下、イギリス・ブラックリーにおけるファクトリー建設は1998年2月に始まり、同年11月に完成した。
そうして誕生したブリティッシュ・アメリカン・レーシング（BAR / B・A・R）は1999年にF1デビューを果たしたが、初年度は優勝を豪語しておきながら選手権で1ポイントも獲得できずに終わるという散々な結果となる。翌シーズンの開幕直後にそれまでチームマネージャーを務めていたイアン・シングが辞任し、メドウズはその後任として（結局）チームマネージャーを引き受けることとなった。
メドウズは同チームが2006年にホンダとなってからもチームに留まり、2007年にスポーティングディレクターに任命された。これは同年半ばに退任したジル・ド・フェランの役職名を引き継いだもので、メドウズのチームマネージャーとしての職務そのものに変更はない。
同チームがブラウンGP、メルセデスとなった後もスポーティングディレクターとして留まり、メドウズは20年以上に渡って一貫してレース現場におけるチーム運営の責任者を務めている。レース中、チームがFIAのスポーティングレギュレーションに則っているかを確認することであるとか、レースにおけるエンジニアのトップであるアンドリュー・ショブリンと連携してピットストップのタイミングにタイヤを準備させ、ドライバーをピットインさせるよう指示することなどはメドウズの役割となる。

## 人物
メドウズは自分はキャリア初期はF1で働きたいと強く考えていたタイプではなかったと語っており、実際、レイナードに誘われる以前はF1以外のカテゴリーでキャリアを重ねている。
メルセデスチームの重役としてチームとも帯同していたニキ・ラウダは、チーム内でもメドウズと特に親しく接していた。そのため、2019年5月20日にラウダが死去し、その数日後に開催されたモナコグランプリでメルセデスチームのルイス・ハミルトンが優勝してその勝利をラウダに捧げた際、チーム代表のトト・ヴォルフの配慮により、メドウズはチームを代表して表彰台に立ち、優勝コンストラクターへのトロフィーを受け取った。